# Йодогава-Мару
Йодогава-Мару — транспортне судно, яке під час Другої світової війни брало участь у операціях японських збройних сил на Філіппінах, в Індонезії та в архіпелазі Бісмарка.

## Передвоєнна історія
Йодогава-Мару спорудили в 1939 році на корабельні Mitsubishi Jukogyo в Йокогамі на замовлення компанії Toyo Kaiun.
З 2 вересня по 15 жовтня 1941-го на корабельні Mukojima Dock Йодогава-Мару пройшло переобладнання в судно для транспортування вугілля та нафтопродуктів. При цьому 21 вересня 1941-го його реквізували для потреб Імперського флоту Японії.

## Операції на Філіппінах та в Індонезії
Ще 22 листопада 1941-го Йодогава-Мару вийшло з вантажем у 6000 тонн вугілля, 1900 тонн дизельного пального, 60 тонн авіаційного пального та 93 тонни змащувальних матеріалів у район Південнокитайського моря. Тут у першій декаді грудня воно відвідало порти Самах (острів Хайнань) та Мако (важлива база японських ВМС на Пескадорських островах у південній частині Тайванської протоки). Наприкінці місяця Йодогава-Мару перебувало вже на Філіппінах у затоці Лінгаєн (18 грудня саме тут висадили основну армію вторгнення), а 26—28 грудня у складі конвою перейшло до Такао (наразі Гаосюн на Тайвані).
1 січня Йодогава-Мару відбуло з Такао, а 8 січня прибуло до порту Давао на південному узбережжі острова Мінданао. До кінця лютого воно здійснило звідси кілька рейсів до східного узбережжя Борнео (острів Таракан, Балікпапан). 3 березня Йодогава-Мару прибуло в Каранг на Яві (за два дні до того на цей острів висадились японські експедиційні сили), а 8 березня вийшло звідси та 17 березня повернулось до Такао.
Наприкінці березня судно знову вийшло в рейс до Нідерландської Ост-Індії, де до кінця квітня побувало в Балікпапані та Макасарі (західне узбережжя острова Целебес).

## Рейси до квітня 1943
Протягом наступного року Йодогава-Мару й далі виконувало рейси в інтересах Імперського флоту. За цей період воно відвідало численні японські порти (Куре, Муцуре, Йокогама, Йокосука, Токуяма, Йоккаїті, Нагоя), побувало в Мако.
У червні 1942-го Йодогава-Мару відвідало атол Трук у східній частині Каролінських островів, де ще до війни створено потужну базу японського ВМФ (до лютого 1944-го Трук відігравав ключову роль у проведенні операцій та постачання гарнізонів у цілому ряді тихоокеанських архіпелагів). А в жовтні 1942-го воно здійснило рейс через Трук до Рабаулу — головної передової бази в архіпелазі Бісмарка, з якої безпосередньо провадились операції на Соломонових островах та сході Нової Гвінеї.

## Рейс до Рабаулу
У середині квітня 1943-го Йодогава-Мару знову вирушило до архіпелагу Бісмарка. 14 квітня воно у складі конвою № 3414A вийшло з порту Кісарадзу (Токійська затока), а 25 квітня полишило Трук і попрямувало до Рабаулу, якого досягло 28 квітня.
9 травня 1943-го Йодогава-Мару вийшло з Рабаулу до Палау (важливий транспортний хаб на заході Каролінських островів) у складі конвою R-09. 11 травня в районі за три з половиною сотні кілометрів на північний захід від острова Новий Ганновер підводний човен Grayback випустив по конвою шість торпед. Дві з них влучили в Йодогава-Мару, внаслідок чого судно затонуло. Загинули два члени екіпажу.